# جيرترود كارولين إديرل
جيرترود كارولين إديرل (بالإنجليزية: Gertrude Ederle)‏ (23 أكتوبر 1905 - 30 نوفمبر 2003)، كانت سباحة أمريكية منافسة في المسابقات الأولمبية، وبطلة أولمبية وصاحبة رقم قياسي عالمي في خمسة منافسات سباحة. أصبحت في 6 أغسطس 1926 أول امرأة تسبح عبر القناة الإنجليزية. من بين الأسماء المستعارة التي سُميت جيرترود بها، كما في الصحافة مثلا، «ملكة الأمواج».

## النشأة
ولدت جيرترود إيديرل في 23 أكتوبر 1905 في مانهاتن، في مدينة نيويورك. كانت الثالثة من بين ستة أطفال وابنة المهاجرين الألمان، جيرترود آنا هابرستروه وهنري إيديرل. وفقًا لسيرة إديرل الشخصية، «فتاة أمريكا المدللة»، كان والدها يدير متجرًا للجزارة في شارع أمستردام في مانهاتن. علمها والدها السباحة في هايلاندس، نيو جيرسي، حيث تملك الأسرة كوخًا صيفيًا.

## مهنتها عندما كانت هاوية
تدربت إديرل في جمعية السباحة النسائية، التي أنتجت منافسين مثل إثيلدا بليبتري، شارلوت بويل، هيلين وينرايت، إيلين ريجين، إليانور هولم وإستير ويليامز. سمحت لها مستحقاتها السنوية البالغة 3 دولارات، بالسباحة في حمام السباحة الداخلي الصغير في مانهاتن. لكن، حسب ما ذُكر في «فتاة أمريكا المدللة»، كانت «جمعية السباحة النسائية» بالفعل مركزًا للسباحة التنافسية، وقد حظيت هذه الرياضة بشعبية متزايدة، مع تطور بدلة السباحة التي جعلت من السهل السباحة في المياه. حثت المخرجة، شارلوت «إيبي» إبستين، اتحاد كرة القدم الأمريكي، على تأييد رياضة السباحة النسائية في عام 1917، وضغطت في عام 1919 على اتحاد كرة القدم الأمريكي، «للسماح للسباحات بإزالة جواربهن عند المنافسة، طالما سارعن في وضع رداء، بمجرد خروجهن من الماء». لم تكن هذه هي الميزة الوحيدة للانتماء إلى جمعية السباحة النسائية. طور لويس هاندلي السباحة الحرة الأمريكية، في جمعية السباحة النسائية، وهو نوع مختلف من السباحة الحرة الأسترالية. وفقًا لـ« فتاة أمريكا المدللة»، «اعتقد هاندلي إمكانية تحسين تقنيات السباحة الحرة الأسترالية، التي قام بها السباحون، والتي تتمثل في ثلاث ركلات ثم الالتفات إلى الجانب لالتقاط أنفاسهم، ثم القيام بضربة مقصية. أصبحت السباحة الحرة الأمريكية متكونة من المنتج النهائي الذي يتضمن الاختلافات الثمانية التي استخدمها إدرل. كان هاندلي فخورا جدا بعمله». جنبًا إلى جنب مع هاندلي، ساعدت إبستين في جعل سباحات نيويورك، قوة عظيمة لا يستهان بها. انضمت إديرل إلى النادي عندما كانت في الثانية عشرة من عمرها. في نفس العام، سجلت أول رقم قياسي عالمي لها في منافسة ال880 ياردة الحرة، لتصبح أصغر حاملة لرقم قياسي عالمي في السباحة. لقد سجلت ثمانية أرقام قياسية عالمية بعد ذلك، سبعة منهم في عام 1922، في شاطئ برايتون. تحمل إديرل في المجموع، 29 رقما قياسيًا وطنيًا وعالميًا من 1921 حتى 1925.
فازت إديرل في الألعاب الأولمبية الصيفية لعام 1924 في باريس، عندما كانت عضوًا في الفريق الأمريكي الأول، بميدالية ذهبية في سباق السباحة الحرة التتابعية  ل 4 × 100 مترًا جنبا إلى جنب مع زميلاتها بالتناوب في المجموعة الأمريكية، إيفراشيا دونيلي، إيثيل لاكي وماريتشين ويسيلاو، سجلت رقما قياسيًا عالميًا جديدًا بزمن 4:58.2 في نهائي المنافسة. حصلت فرديًا على ميداليات برونزية، عند حصولها على المركز الثالث في سباق ال100 متر للسباحة الحرة للسيدات، وسباقات ال400 متر أيضًا. كان لترودي الأفضلية للفوز بالميدالية الذهبية في جميع المنافسات الثلاثة. قالت فيما بعد، أن فشلها في الفوز بثلاث ميداليات ذهبية في الألعاب، كان أكبر خيبة أمل في حياتها المهنية. ومع ذلك، كانت فخورة بكونها جزءًا من الفريق الأمريكي الذي حصل على 99 ميدالية من أولمبياد باريس. لقد كان فريقًا أولمبيًا لامعًا - السباح جوني ويسمولر، والمجذف البارع بنيامين سبوك، ولاعب التنس هيلين ويلز، ولاعب القفز الطويل ديهارت هوبارد، الذي كان، وفقًا «لفتاة أمريكا المدللة»، أول رجل أسود يفوز بميدالية ذهبية فردية.

## مهنتها عندما أصبحت محترفة
أصبحت إديرل لاعبة محترفة في عام 1925. وفي نفس العام، سبحت مسافة 22 ميلًا من حديقة باطري إلى الانعطاف الرملي في 7 ساعات و 11 دقيقة، وهو رقم قياسي استمر لمدة 81 عامًا قبل أن يكسره السباح الأسترالي تامي فان ويس. وصف ابن شقيق إيديرلي، عمته  السباحة بعد ذلك،  بأنها «مرح في منتصف الليل»،  بسبب سباحتها في وقت لاحق عبر القناة الإنجليزية. رعت جمعية السباحة النسائية  هيلين وينرايت وترودي، وكفلت محاولتهن في السباحة في القناة.
انسحبت هيلين وينرايت في اللحظة الأخيرة بسبب إصابة، فقررت ترودي  الذهاب إلى فرنسا بمفردها. تدربت مع جابيز وولف، وهو سباح حاول السباحة في القناة 22 مرة. أثناء التدريب، حاول وولف إبطاء وتيرة ترودي، قائلاً أن سباحتها لن تدوم أبدًا بهذه السرعة. لم يسر التدريب مع وولف على ما يرام. في أول محاولة لها للسباحة في القناة، في 18 أغسطس 1925،استُبعدت ترودي عندما طلب وولف من سباح آخر، يدعى إسحاق حلمي، بإنقاذها واستعادتها من الماء. بحسب ما قالته ترودي وشهود آخرين، لم تكن «تغرق» بل كانت تستريح وتطفو، موجهة وجهها إلى الأسفل. لم توافق ترودي بشدة على قرار وولف. علق وولف بأن النساء قد لا يتمكنن من السباحة في القناة، وكان هناك تكهنات، بأنه لا يريد نجاحها. بدأت مسيرتها الناجحة في السباحة في القناة - تدربت هذه المرة  مع المدرب بيل بورغيس الذي نجح في اجتياز القناة في عام 1911 - بعد حوالي عام في كاب جريس ني بفرنسا، في الساعة 07:08 صباح يوم 6 أغسطس 1926. وصلت إلى الشاطئ في كينجسداون، في كنت، بعد 14 ساعة و 34 دقيقة. صمد  رقمها القياسي حتى سبحت فلورنس تشادويك القناة في عام 1950 في 13 ساعة و 20 دقيقة.
استخدمت إديرل نظارات واقية للدراجات النارية لحماية عينيها من المياه المالحة، كما فعلت بورغيس عام 1911. ومع ذلك، بينما سبحت بورغس على صدرها، فقد استخدمت أيضًا أسلوب السباحة الحرة، وبالتالي كانت نظاراتها مختومة بالبارافين لجعلها مشدودة. حصلت جيرترود على عقد من كل من نيويورك ديلي نيوز وشيكاغو تريبيون، عند محاولتها السباحة في القناة للمرة الثانية. ساعدت الأموال التي تحصلت عليها، في تغطية مصاريفها، وزودتها براتب متواضع. كما منحها ذلك مكافأة، مقابل الحقوق الحصرية في نشر قصتها الشخصية. تقدمت ديلي نيوز وشيكاغو تريبيون على كل الصحف الأخرى في أمريكا. كانت ليليان كانون من بالتيمور، سباحة أمريكية أخرى في فرنسا في عام 1926، لمحاولة السباحة في القناة. كانت ترعاها أيضا صحيفة، بالتيمور بوست، التي حاولت خلق تنافس بينها وبين إديرل في الأسابيع التي قضتها في التدريب عند الساحل الفرنسي. بالإضافة إلى كانون، دُرب العديد من السباحين الآخرين، من بينهم امرأتان أمريكيتان أخريان –كلارابيل باريت وأميليا جاد كورسون– في إنجلترا، بهدف أن تصبح واحدة منهما أول امرأة تسبح في القناة. لم تنجح كل من باريت وكانون في ذلك،  ولكن بعد مرور ثلاثة أسابيع على الإنجاز البطولي  لإيديرل، عبرت كورسون القناة في وقت أبطأ ب50 دقيقة من إديرل. عند محاولتها الثانية للسباحة في القناة  في 6 أغسطس 1926، كان لدى إديرل حاشية على متن الزورق (الألزاس)، والتي شملت والدها وإحدى أخواتها، ميج، وكذلك جوليا هارمان، زوجة ويستبروك بيغلر وكاتبة لصحيفة نيويورك ديلي نيوز.

## روابط خارجية
- جيرترود كارولين إديرل على موقع IMDb (الإنجليزية)
- جيرترود كارولين إديرل على موقع الموسوعة البريطانية (الإنجليزية)
- جيرترود كارولين إديرل على موقع الاتحاد الدولي للسباحة (الإنجليزية)
- جيرترود كارولين إديرل على موقع قاعة مشاهير السباحة العالمية (الإنجليزية)
- جيرترود كارولين إديرل على موقع اللجنة الأولمبية الدولية (الإنجليزية)
- جيرترود كارولين إديرل على موقع أوليمبيديا (الإنجليزية)

## قراءة موسعة
- Dahlberg, Tim (2009). America's girl : the incredible story of how swimmer Gertrude Ederle changed the nation. Mary Ederle Ward و Brenda Greene (ط. 1st ed). New York: St. Martin's Press. ISBN:978-0-312-38265-0. OCLC:269455470. مؤرشف من الأصل في 2019-12-17. {{استشهاد بكتاب}}: |طبعة= يحتوي على نص زائد (مساعدة)
- Gavin، Mortimer (2008). The great swim (ط. 1st U.S. ed). New York: Walker & Co. ISBN:978-0-8027-1595-1. OCLC:166378101. مؤرشف من الأصل في 2019-12-17. {{استشهاد بكتاب}}: |طبعة= يحتوي على نص زائد (مساعدة)
- Stout, Glenn (2009). Young woman and the sea : how Trudy Ederle conquered the English Channel and inspired the world. Boston: Houghton Mifflin Harcourt. ISBN:978-0-618-85868-2. OCLC:288377749. مؤرشف من الأصل في 2019-12-17.
- Morris، Bonnie (2016)، "Women's Sports History: a Heritage of Mixed Messages"، National Women's History Museum، مؤرشف من الأصل في 2019-02-16